# Agnès Ntamabyaliro Rutagwera
Agnès Ntamabyaliro Rutagwera war während des Völkermords in Ruanda ruandische Justizministerin. Am Genozid hatte sie maßgeblichen Anteil.
Als die vorrückende Ruandische Patriotische Front (RPF) den Völkermord beendete, floh sie im Juli 1994 mit ihrer Familie nach Bukavu, Zaire. 1995 wechselte sie nach Sambia. Am 27. Mai 1997 wurde sie aus ihrem Haus in der nordsambischen Stadt Mufulira verschleppt. Später tauchte sie in einem Gefängnis in der ruandischen Hauptstadt Kigali wieder auf.
2006 sagte sie vor dem Internationalen Strafgerichtshof für Ruanda in Arusha, Tansania, als Entlastungszeugin im Fall Justin Mugenzi, dem ehemaligen ruandischen Minister für Handel, Industrie und Handwerk, aus. Ihr in Tansania gestellter Asylantrag wurde nicht behandelt und sie wurde wieder nach Kigali rücküberstellt.
Da sie Verbrechen der Kategorie 1 beschuldigt wurde, kam für sie kein Gacaca-Gericht in Frage. Am 19. Januar 2009 wurde sie von einem ordentlichen Gericht zu lebenslanger Haft verurteilt.
Sie ist verheiratet, Mutter von fünf Kindern und hat zwei Pflegekinder.